# Aphysoneura pigmentaria
Aphysoneura pigmentaria är en fjärilsart som beskrevs av Karsch 1894. Aphysoneura pigmentaria ingår i släktet Aphysoneura och familjen praktfjärilar. Inga underarter finns listade i Catalogue of Life.